# Batalla de Mühlberg
La batalla de Mühlberg va tenir lloc el 24 d'abril de 1547 en aquesta localitat alemanya entre les tropes de l'emperador Carles V i les de la Lliga Smalkalda, amb el triomf de les primeres.

## Antecedents
La reforma luterana estava creant una escissió no només religiosa, sinó també política en el si del Sacre Imperi Romanogermànic. Els opositors a l'emperador Carles I van formar la Lliga Smalkalda i van desafiar l'autoritat imperial. Carles i el seu germà l'arxiduc Ferran (futur emperador) es van unir per a combatre contra la Lliga. Per raons no confessionals, sinó estratègiques, van comptar amb el suport del protestant duc Maurici de Saxònia. Les tropes de la Casa d'Àustria estaven compostes per 8.000 veterans dels terços espanyols integrats pel terç d'Hongria, amb 2.800 infants a les ordres del mestre de camp Álvaro de Sande; el Terç de Llombardia, amb 3.000 homes governats per Rodrigo d'Arce, i el Terç de Nàpols, amb poc més de dos mil soldats, dirigit per Alonso Vives a les ordres del duc d'Alba, Fernando Álvarez de Toledo, 16.000 lansquenets alemanys, 10.000 italians comandats per Octavi Farnese i altres 5.000 belgues i flamencs capitanejats pel comte de Buren, Maximilià d'Egmont. En total, 44.000 soldats d'infanteria als quals cal afegir 7.000 més de cavalleria. La Lliga comptava amb una força semblant, comandada per Joan Federic, l'elector de Saxònia, i per Felip el Magnànim, el landgravi de Hessen.

## Batalla

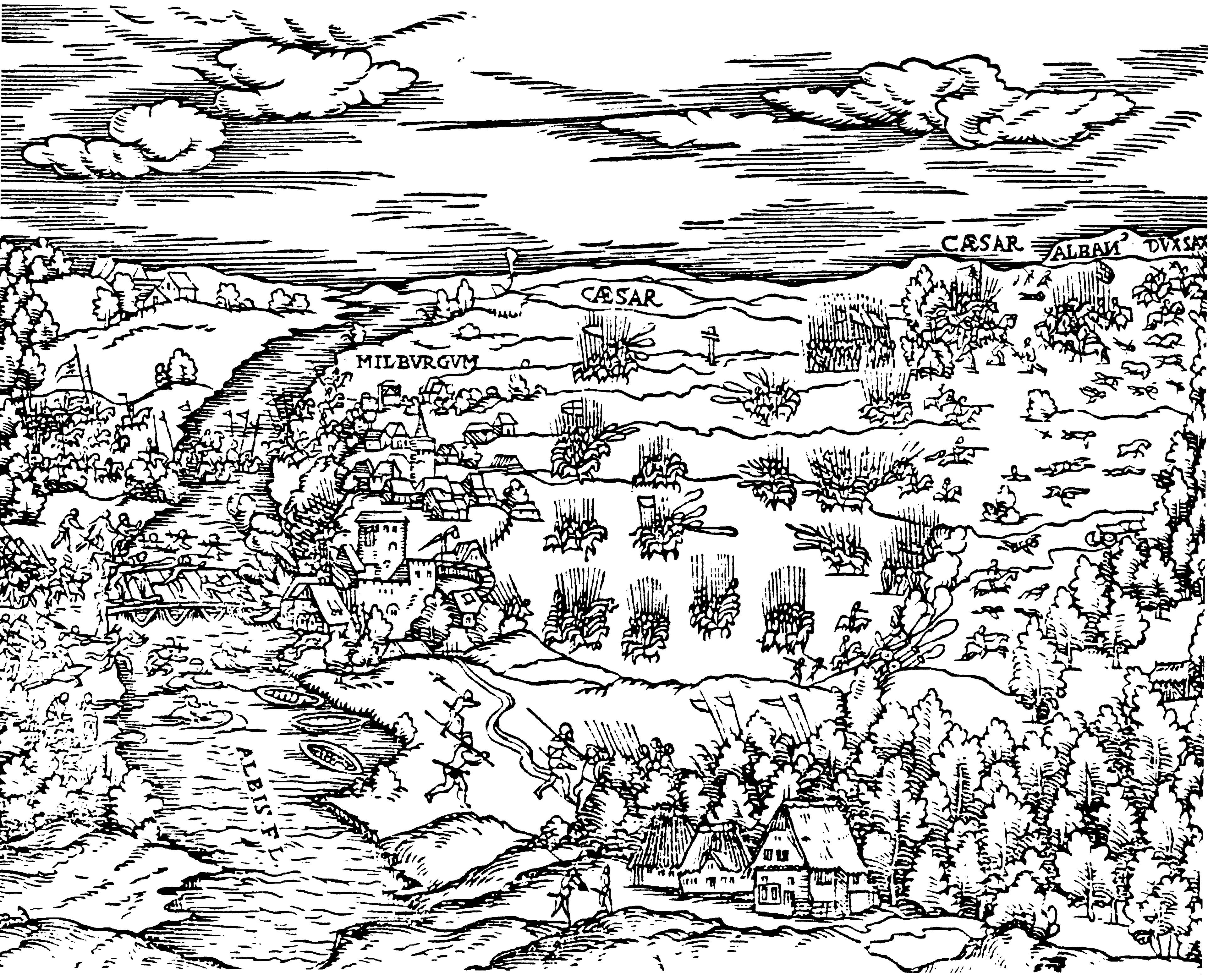
Representació de la batalla de Mühlberg feta en 1550.

Les tropes de la Lliga estaven acampades a la vora del riu Elba, en les proximitats de l'actual localitat de Mühlberg an der Elbe, avui pertanyent a l'estat alemany de Brandenburg i en aquella època al de Saxònia. Havien destruït els ponts que comunicaven amb l'altra riba i es consideraven protegides pel cabalós riu, la barrera del qual els semblava infranquejable, però no ho fou; l'exèrcit imperial va esbrinar l'emplaçament de l'enemic i abans de la matinada del 24 d'abril de 1547, aprofitant la nit, l'audàcia d'alguns arcabussers espanyols com Cristóbal de Mondragón, que van travessar el riu nadant, l'eficàcia dels pontoners imperials i els llancers dels terços espanyols, enardits per l'emperador, es van abalançar per sorpresa sobre el desprevingut exèrcit protestant que, en el seu intent de posar-se fora de perill amb la fugida, va ser anihilat, mentre que els seus caps, Joan Frederic I i Felip I de Hessen, eren capturats.

## Conseqüències
La Lliga Smalkalda va quedar dissolta, els seus caps empresonats al castell de Trobe, a Maurici de Saxònia se li va atorgar el càrrec d'elector, i Carles V va eixir triomfant i reforçat en el seu poder imperial. No obstant això, aquesta eufòria no va ser molt duradora, ja que els prínceps alemanys es van aliar amb Enric II de França en el Tractat de Chambord, qui va prendre les places imperials de Metz, Toul i Verdun, al mateix temps que els turcs prenien Trípoli i Maurici de Saxònia traïa la confiança de Carles i l'atacava a Innsbruck, podent escapar pels nevats passos dels Alps per a salvar-se a Itàlia.
La fugida d'Innsbruck suposa una humiliació per a l'emperador, qui a més fracassà estrepitosament en intentar recuperar Metz (1553). La solució definitiva arribà amb la Pau d'Augsburg de 1555, per la qual cada príncep podia determinar la religió del seu territori (cuius regio, eius religio), i la posició de l'emperador quedà irremeiablement afeblida a l'interior de l'Imperi.